# Гроскуниц

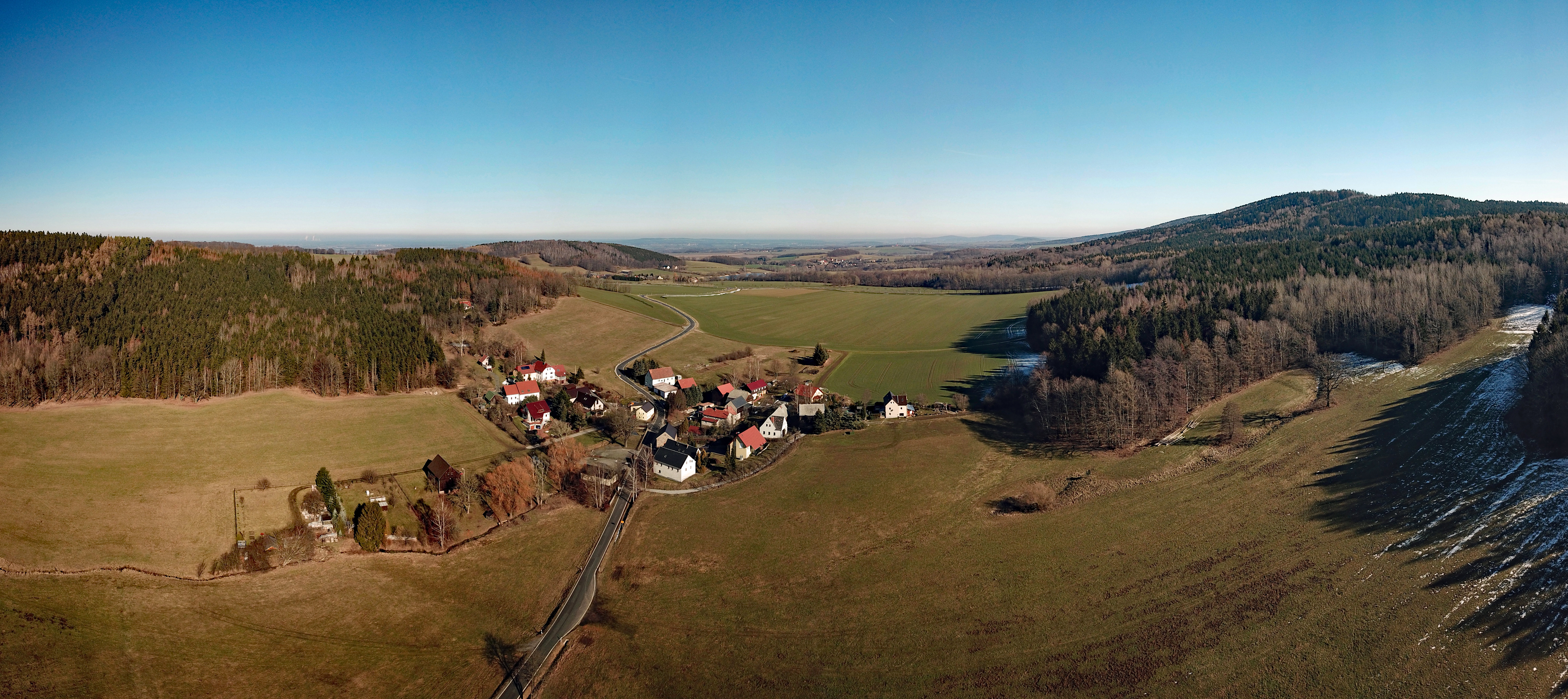

Гро́скуниц или Хо́йница (нем. Weißig; в.-луж. Chójnicaо файле) — деревня в Верхней Лужице, Германия. Входит в состав коммуны Кубшюц района Баутцен в земле Саксония. Подчиняется административному округу Дрезден.

## География
Располагается между холмами Шмориц (Schmoritz, Žmórc, 412, 4 м.) и Дёленер-Берг (Döhlener Berg, Hromadnik,514 м.) юго-восточнее Баутцена.
Соседние населённые пункты: на севере — деревня Сплоск, на юго-западе — деревня Козлы и на западе — деревня Хойничка.

## История
Впервые упоминается в 1400 году под наименованием Chogenicz.
С 1936 по 1974 года входила в коммуну Рахлау. С 1974 года входит в современную коммуну Кубшюц.
В настоящее время деревня входит в состав культурно-территориальной автономии «Лужицкая поселенческая область», на территории которой действуют законодательные акты земель Саксонии и Бранденбурга, содействующие сохранению лужицких языков и культуры лужичан.
Исторические немецкие наименования.
- Chogenicz, 1400
- Coynitz superior, 1419
- Conitz, 1455
- Groß Konitz, 1532
- Gros Kunicz, 1657
- Cunitz, 1770

## Население
Официальным языком в населённом пункте, помимо немецкого, является также верхнелужицкий язык.
Согласно статистическому сочинению «Dodawki k statisticy a etnografiji łužickich Serbow» Арношта Муки в 1884 году в деревне проживало 172 человека (из них — 137 серболужичан (80 %)).
| 1834 | 1871 | 1890 |
| ---- | ---- | ---- |
| 67   | 54   | 54   |

## Достопримечательности
Памятники культуры и истории земли Саксония
- Амбар, Großkunitz 8, 19 век (№ 09251978)
- Жилой дом, Großkunitz 10, вторая половина 19 века (№ 09301170)
- Жилой дом, Großkunitz 12, 1826 год (№ 09251979)